# Bill Emmott
William John Emmott (nascido  de 1956) é um jornalista, autor e consultor inglês mais conhecido como editor do The Economist de 1993 a  Emmott escreveu quatorze livros e trabalhou em dois documentários de longa-metragem. Ele agora é presidente do Instituto Internacional de Estudos Estratégicos, da Sociedade Japonesa do Reino Unido em Londres e do Instituto de Comércio Internacional, um órgão educacional irlandês. Ele também atua como consultor sênior em geopolítica na Montrose Associates, uma empresa de inteligência estratégica, além de ser curador da Biblioteca Chester Beatty em Dublin e Ushioda Fellow no Tokyo College, da Universidade de Tóquio.

## Vida e trabalho
Emmott nasceu em 6 de agosto de 1956, filho de Richard Anthony e Audrey Mary Emmott  Seu pai era contador  . Emmott foi educado na Latymer Upper School, em Londres, e no Magdalen College, em Oxford . Graduou-se em Oxford com honras de primeira classe em filosofia, política e economia . Emmott se casou pela primeira vez com Charlotte Crowther em 1982. Após o divórcio, ele se casou com Carol Barbara Mawer em 1992. Após concluir sua graduação e um doutorado não finalizado em política francesa no Nuffield College, Oxford, começou a trabalhar para o jornal The Economist em Bruxelas, Tóquio e Londres. Em março de 1993, tornou-se o décimo quinto editor da publicação, cargo que ocupou por treze anos até renunciar em 20 de fevereiro de 2006.  Durante seu mandato, The Economist escreveu editoriais em apoio à Guerra do Iraque, à legalização do casamento entre pessoas do mesmo sexo, à abolição da monarquia britânica e à oposição a Silvio Berlusconi como primeiro-ministro da Itália. , Emmott recebeu o prêmio Gerald Loeb pelo conjunto de sua obra por excelência em jornalismo empresarial.
Emmott foi presidente da Biblioteca de Londres de 2009 a 2015. Ele trabalhou como consultor econômico de grupo para Fleming Family & amp; Parceiros de 2011 a 2015. Atualmente é Ushioda Fellow no Tokyo College, Universidade de Tóquio e membro do Conselho Consultivo Global da UTokyo. Ele foi professor visitante na Universidade Shujitsu em Okayama, Japão, pesquisador visitante na Escola de Governo Blavatnik, Oxford, e pesquisador visitante no All Souls College, Oxford. De 2006 a 2019, Emmott também atuou como consultor da Swiss Re e foi presidente do conselho de conteúdo do Ofcom de janeiro a julho de 2016, quando a liderança da organização decidiu que o resultado do referendo do Brexit tornava muito desconfortável a presença de um jornalista nesta função ,  .
Emmott escreveu o livro best-seller The Sun Also Sets: The Limits to Japan's Economic Power (1989), bem como 20:21 Vision: Twentieth-Century Lessons for the Twenty-First Century (2003), Japanophobia: The Myth of the Invincible Japanese (1993) e Rivais: como a luta pelo poder entre China, Índia e Japão moldará nossa próxima década (2008)  .
Seu livro sobre Itália, Forza, Italia: Come Ripartire dopo Berlusconi (Vamos, Itália: como reiniciar depois de Berlusconi) foi traduzido para o italiano e publicado em 2010. Inicialmente, não havia versão em inglês deste livro. Emmott então atualizou, revisou e expandiu o conteúdo para uma versão em inglês intitulada Good Italy, Bad Italy, que foi publicada em 2012.
Em abril de 2016, o governo japonês concedeu-lhe a Ordem do Sol Nascente, raios dourados com fita no pescoço  .
Emmott escreve colunas de assuntos atuais para La Stampa na Itália, Nikkei Business e Mainichi Shimbun no Japão, e para Project Syndicate internacionalmente. Sua obra O Destino do Ocidente : A batalha para salvar a ideia política de maior sucesso do mundo foi publicada em abril de 2017. Posteriormente, Japan's Far More Female Future foi publicado em japonês pela Nikkei em julho de 2019, e depois em inglês pela Oxford University Press em 2020. Seu livro mais recente, Deterrence, Diplomacy and the Risk of Conflict over Taiwan, foi publicado em julho de 2024 pela IISS/Routledge na série Adelphi. Uma tradução japonesa, intitulada How To Stop World War Three, foi publicada no mesmo mês pela Fusosha .
Atualmente ele mora com sua esposa Carol em Oxford e Dublin com seus 2 cães  .

## Trabalho cinematográfico

### Namorada em coma
Emmott co-escreveu e narrou o documentário Girlfriend in a Coma, que aborda a crise de 20 anos enfrentada pela Itália. Produzido em 2012 pela Springshot Productions, o filme foi dirigido e co-escrito por Annalisa Piras. A obra foi exibida inicialmente no início de 2013 nos canais BBC Four, Sky Italia e La7, além de posteriormente ser transmitida em outros canais ao redor do mundo. O documentário também foi apresentado em mais de 46 exibições públicas organizadas de forma independente, tanto na Itália quanto no exterior. Nos seis meses após seu lançamento, o filme alcançou mais de um milhão e meio de espectadores.

### O filme sobre a grande catástrofe europeia
Emmott e Piras colaboraram novamente para The Great European Disaster Movie, transmitido no início de 2015 no Reino Unido, França, Alemanha e muitos outros países europeus. Este filme, traduzido em dez idiomas, foi visto por 2,5 milhões de espectadores em doze países. Em outubro de 2015, decidiram disponibilizar gratuitamente o filme para exibições públicas e debates sobre o futuro da União Europeia. Em maio de 2016 ganhou o Prêmio Alemão CIVIS Media na categoria TV-Informação.

## Fundação Despertar
Emmott e Piras fundaram a Wake Up Foundation com o objetivo de utilizar filmes, textos e dados para conscientizar sobre o declínio das sociedades ocidentais. Entre os primeiros projetos da fundação estão Wake Up Europe!, o documentário The Great European Disaster Movie e o Índice 2050, um indicador estatístico que mede a saúde de longo prazo das sociedades ocidentais. Em maio de 2019, a fundação organizou em Turim o primeiro festival de cinema Wake Up Europe, dedicado a documentários com impacto social.

## Links externos
- Entrevista com Emmott, ABC News (Austrália)
- Entrevista com Emmott, Forbes
- Entrevista com Emmott, UK Evening Standard
- As promessas e problemas do poder americano – uma conversa com Bill Emmott
- billemott. com

- Vídeos no C-SPAN
- girlfriendinacoma.eu